# Lichenostomus
Lichenostomus – rodzaj ptaków z rodziny miodojadów (Meliphagidae).

## Zasięg występowania
Rodzaj obejmuje gatunki występujące w Australii.

## Morfologia
Długość ciała 16–21 cm, masa ciała 12–41 g.

## Systematyka

### Etymologia
- Lichenostomus: gr. λειχην leikhen, λειχηνος leikhenos „porost”; στομα stomia, στοματος stomatos „usta”[6].
- Lophoptilotis: gr. λοφος lophos „czub”; rodzaj Ptilotis Swainson, 1837 (miodojad)[7]. Typ nomenklatoryczny: Ptilotis leadbeateri McCoy, 1867 (= Ptilotis cassidix[b] Gould, 1867).

### Podział systematyczny
Do rodzaju należą następujące gatunki:
- Lichenostomus melanops (Latham, 1801) – eukaliptusowczyk żółtoczelny
- Lichenostomus cratitius (Gould, 1841) – eukaliptusowczyk purpurowy